# 長野県道37号長野信濃線
長野県道37号長野信濃線（ながのけんどう37ごう ながのしなのせん）は、長野県長野市若松町から、上水内郡飯綱町を経由し、上水内郡信濃町柏原に至る県道（主要地方道）である。

## 概要
長野市と飯綱町・信濃町とを短絡する路線の一つである。同区間を大きく東に迂回して結ぶ国道18号に対して、本路線はほぼ一直線に長野市街地と信濃町とを結ぶが、途中に坂中峠など道の険しい部分がある。上松五差路 - 浅川東条交差点では、長野市街地と市内有数規模の住宅地区とを結ぶ動脈として、また飯綱高原・戸隠方面へのアクセス道路としての機能を持つ。終点近くの小字から、通称は仁之倉線。
長野市街地の北側、国道406号と交差する長野市若松町交差点を起点とし、長野県長野西高等学校に向かう上り坂（西高通り）を北に進む。同校直前の横沢町交差点で西に向かい、善光寺の外周道路の西側〜北側を経て、城山公園西交差点で再び北に進路を取る。箱清水・上松の住宅地を抜け、上松交差点（上松五差路）で市道長野大通り線・SBC通りと交差する。ここまでの区間は、通勤ラッシュ時だけでなく善光寺参拝客によっても大変混雑することがある。正月や御開帳など、善光寺参拝客が急増する時期には、善光寺周辺で一方通行など臨時の交通規制が敷かれる。
上松五差路から湯谷小学校西交差点までは、長野大通り線から連続する4車線路となる。この付近は、長野大通り線と一体となって若槻・浅川の住宅地区と長野市街地とを結ぶ幹線道路の機能を果たしており、通勤ラッシュ時には大変混み合う。湯谷小学校西交差点以北は2車線路に戻り、浅川東条交差点で飯綱高原・戸隠方面へのメインルートである浅川ループラインと分岐すると、その先は坂中峠（長野市・飯綱町境）に向かう山道に一変する。ヘアピンカーブの連続する隘路であるが、峠の頂上部は坂中トンネルを中心とした坂中バイパスにより改良されている。
坂中峠を越え飯綱町に入ると、急カーブや狭隘部はほとんどなくなり、2車線の快走路が続く。信濃ゴルフ倶楽部西側で信濃町に入り、高原の田園地帯をほぼ一直線に駆け抜けると、仁之倉交差点で長野県道36号信濃信州新線に合流し終点となる。県道36号を北東に向かうと、黒姫駅・国道18号と連絡する。

### 路線データ
- 起点：長野市若松町（若松町交差点 = 国道406号交点）
- 終点：上水内郡信濃町柏原（仁之倉交差点 = 長野県道36号信濃信州新線交点）
- 全長：25.0km

### 主要構造物

#### トンネル
- 坂中トンネル（長野市坂中 - 上水内郡飯綱町地蔵久保）
  - 全長：1,390m
  - 幅員：8.0m
  - 開通：2001年（平成13年）11月16日

急勾配・急カーブの続く坂中峠の改良を目指した、坂中バイパスの中心となるトンネル。このトンネルの開通により、この区間の平均走行速度は15%向上し、交通量は倍近く増加、牟礼村（現 飯綱町）にある地場産工房の来客数は25%増加したという（長野県調べ[1]）。

#### 橋梁
- 浅川橋（長野市上松五丁目 - 浅川東条）
  - 全長：15.5m
  - 幅員：9.9m（車道2車線・片側歩道）

浅川に架かる橋梁。
- 坂中1号橋・坂中2号橋（長野市坂中）
  - 全長：150m（坂中1号橋）・88m（坂中2号橋）
  - 幅員：8.0m（車道2車線・歩道なし）

坂中バイパスを構成する橋梁。坂中峠手前の谷間を越え、坂中トンネルにつながる。

## 沿革

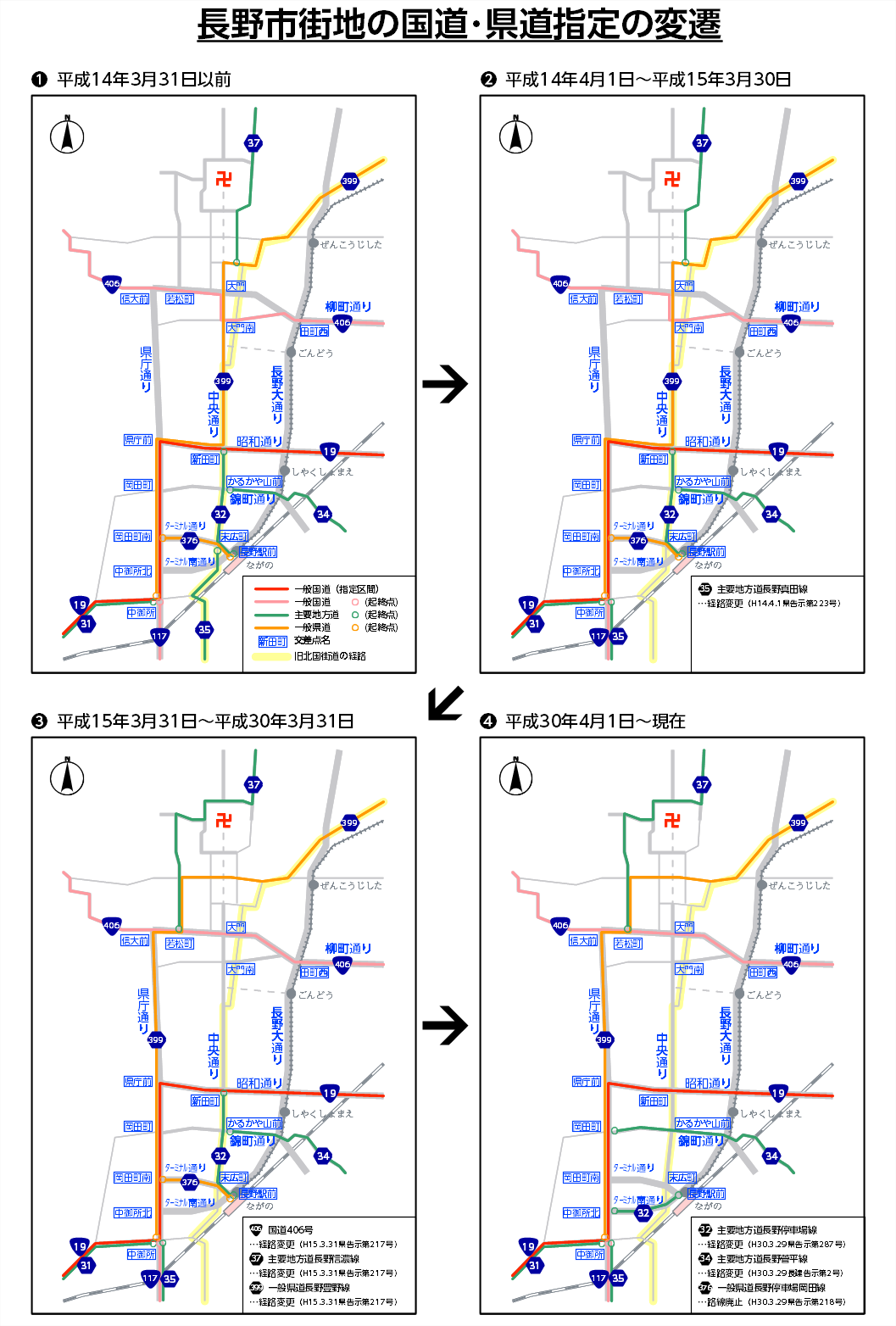
起点付近の経路の変遷

- 1923年（大正12年）4月1日 - 府県道二之倉長野線の認定。
- 1971年（昭和46年）6月26日 - 二之倉長野線を主要地方道長野信濃線へ指定[2]。
- 2001年（平成13年）11月16日 - 坂中バイパス（長野市坂中 - 上水内郡牟礼村地蔵久保＝当時）が開通。
- 2003年（平成15年）3月31日 - 起点から箱清水二丁目（城山公園西交差点）までの区域を変更[3]。
  - 旧：長野市横町（起点） - 東之門町 - 城山公園西交差点
  - 新：若松町交差点（起点） - 横沢町交差点 - 善光寺西交差点 - 城山公園西交差点
- 2013年（平成25年）10月21日 - 区域の変更。坂中バイパスに対する旧道のうち、飯綱町側が県道の区域から外れる[4]。
- 2014年（平成26年）6月19日 - 区域の変更。坂中バイパスに対する旧道のうち、長野市側が県道の区域から外れる[5]。

## 別名
- 西高通り（若松町交差点 - 横沢町交差点）
- 仁之倉線（上松五差路 - 仁之倉交差点）

## 通過する自治体
- 長野県
  - 長野市 - 上水内郡飯綱町 - 上水内郡信濃町

## 重複区間
- 長野県道399号長野豊野線（若松町交差点 - 桜枝町交差点）

## 交差・接続する道路など

### 長野市
- 若松町交差点（若松町 = 起点）
  - 国道406号
- 桜枝町交差点（桜枝町）
  - 長野県道399号長野豊野線（桜小路・桜枝町通り）
- 横沢町交差点（横沢町）
  - 市道（展望道路）
- 善光寺北交差点（箱清水二丁目）
  - 市道（桜坂）
- 上松交差点（上松二丁目）
  - 市道（長野大通り線）
  - 市道（SBC通り）
  - 市道（展望道路）
- 湯谷小学校西交差点（上松四丁目）
  - 市道（北部幹線）
- 浅川東条交差点（浅川東条）
  - 長野県道506号戸隠高原浅川線（浅川ループライン）

### 飯綱町
- （川上付近）
  - 長野県道366号野村上牟礼停車場線

### 信濃町
- 仁之倉交差点（柏原 = 終点）
  - 長野県道36号信濃信州新線

## 沿道
- 信州大学教育学部
- 長野県長野西高等学校
- 善光寺
- 城山公園
  - 長野県立美術館
- 長野清泉女学院高等学校
- 長野県長野高等学校
- 長野市立湯谷小学校
- 長野市立浅川小学校
- 信濃ゴルフ倶楽部